# 小林虎之介
小林 虎之介（こばやし とらのすけ、1998年2月12日 - ）は、日本の俳優。
岡山県出身。ピンナップスアーティスト所属。

## 略歴
2021年1月14日、読売テレビ・日本テレビ系木曜ドラマF『江戸モアゼル〜令和で恋、いたしんす。〜』第2話にゲスト出演し、俳優デビュー。
2023年3月24日、映画『私の卒業 -第4期-「18歳、つむぎます」』で映画初出演。同年10月15日、TBS系日曜劇場『下剋上球児』で連続ドラマに初めてレギュラー出演。
2024年4月13日、フジテレビ系スペシャルドラマ『PICU 小児集中治療室 スペシャル 2024』、27日に日本テレビ系土ドラ9『花咲舞が黙ってない 第3シリーズ』第3話、5月3日にテレビ東京系ドラマ8『ダブルチート 偽りの警官 Season1』第2話、5月16日より読売テレビ・日本テレビ系木曜ドラマ『約束 〜16年目の真実〜』第6話～ と1クールで4本のドラマに出演した。同年7月3日、テレビ東京系ドラマNEXT『ひだまりが聴こえる』で中沢元紀とW主演を務め、テレビドラマ初主演。

## 人物
- 趣味：野球観戦、バイク、散歩[1]、登山、読書 [9]
- 特技：野球、水泳[1] 、書道、上体起こし[9]

## 出演

### テレビドラマ
- 江戸モアゼル〜令和で恋、いたしんす。〜 第2話（2021年1月14日、読売テレビ・日本テレビ）
- 今野敏サスペンス 警視庁強行犯係 樋口顕 第2話（2021年1月22日、テレビ東京）- 浅野達郎 役
- 駐在刑事 Season3 第6話（2022年2月25日、テレビ東京）
- 家庭教師のトラコ 第2話（2022年7月27日、日本テレビ） - 不良 役[10]
- 暴太郎戦隊ドンブラザーズ ドン22話（2022年7月31日、テレビ朝日） - 今村 役[11]
- ドラフトキング 第1話・第2話（2023年4月8日・15日、WOWOW） - 興梠直哉 役
- 紅さすライフ 第4話（2023年8月15日、日本テレビ） - 学生 役
- 遺留捜査スペシャル（2023年9月21日、テレビ朝日） - 赤星聡介 役
- 下剋上球児（2023年10月15日 - 12月17日、TBS） - 日沖壮磨 役[3]
- PICU 小児集中治療室 スペシャル 2024（2024年4月13日、フジテレビ） - 瀬戸廉 役[4]
- 花咲舞が黙ってない 第3シリーズ 第3話（2024年4月27日、日本テレビ） - 坂野元 役[5]
- ダブルチート 偽りの警官 Season1 第2話（2024年5月3日、テレビ東京・WOWOW） - 岡田悠真 役[6]
- 約束 〜16年目の真実〜 第7話・第8話（2024年5月23日・30日、読売テレビ・日本テレビ） - 麻生剛 役[7]
- ひだまりが聴こえる（2024年7月4日 - 9月19日、テレビ東京） - 主演・佐川太一 役（中沢元紀とW主演）[8]
- 宙わたる教室（2024年10月8日 - 12月10日、NHK総合・NHK BS4K） - 柳田岳人 役[12]
- 相続探偵 第7話・第8話（2025年3月8日・15日、日本テレビ） - 島田正樹 役[13]
- 恋は闇（2025年4月16日 - 6月18日、日本テレビ） - 木下晴道 役[14]
- あなたを奪ったその日から 第6話 - 第8話（2025年5月26日 - 6月9日、関西テレビ・フジテレビ） - 柊大地 役[15]
- 連続テレビ小説 風、薫る（2026年度前期放送予定、NHK）　- 竹内虎太郎 役[16]

### 配信ドラマ
- 仮面ライダーBLACK SUN（2022年10月28日、Amazon Prime Video）- 怪人 役[17]
- 警部補ダイマジン 第2話（2023年7月14日、TELASA）

### ラジオドラマ
- FMシアター（NHK-FM）
  - 今夜星と波の間(あわい)に（2024年3月9日）[18]
  - 夜の学び舎に燈ともりて（2025年2月15日） - 颯太 役[19]

### 映画
- 私の卒業 -第4期-「18歳、つむぎます」（2023年3月24日公開、The icon）- 藤井大和 役[20]
- 生きがい IKIGAI（2025年7月11日公開、スールキートス）- ボランティアの青年 役[21]
- 雪風 YUKIKAZE（2025年8月15日公開〈予定〉、ソニー・ピクチャーズ エンタテインメント / バンダイナムコフィルムワークス） - 久保木誠 役[22][23]

### 舞台
- S.H.Produce「お気に召すまま-AS YOU LIKE IT-」（2021年4月22日-26日、下落合TACCS1179）[24]
- 劇団チャリT企画第34回公演「絶対に怒ってはいけない!?」（2022年5月18日-22日、下北沢・駅前劇場）[25]

### テレビ番組
- あざとくて何が悪いの?「あざと連ドラ」（2021年2月13日・10月23日・9月18日・2022年4月3日、テレビ朝日）
- あの本、読みました? 第46回（2025年3月6日、BSテレ東）[26]
- 沸騰ワード10（2025年4月25日、日本テレビ）[27]
- 有吉ゼミ SP（2025年4月28日、日本テレビ）[28]

### CM
- メニコンWEB-CM カップルEYE Tuber ひーちゃん 役（2020年）
- スクエアエニックス「ロマンシング サガ リ・ユニバース」3周年記念TVCM（ロマサガ学園篇）スービエ役（2021年）
- ライブ配信アプリ「ポコチャ」WEBCM（2021年）
- スマホゲームRPG「ドラゴンクエストタクト」天空の勇者・ソロ 役（2023年）
- ミドリ安全「解決！ミドリちゃん」（リサイクル篇）TVCM（2023年）
- 佐藤製薬「リングルアイビーα200」（悩まずリングル篇）（2023年）

### その他
- 【PINUPS plus+ YouTube企画第二弾】ショートドラマ「Colorful and A+dorable」（2020年12月23日配信）[29]
- 超短編作品「きみのいる浜辺」（2022年3月25日配信）[30]

## 書籍

### 写真集
- 小林虎之介1st写真集『冬麗』（2025年5月16日発売、KADOKAWA）[31]ISBN 978-4-0489-7839-2

## 受賞歴

### テレビドラマ
2024年
- 第28回日刊スポーツ・ドラマグランプリ秋ドラマ 助演男優賞（『宙わたる教室』）[32]

2025年
- 第34回TV LIFE年間ドラマ大賞 新人賞（『ひだまりが聴こえる』）[33]